# Rembrandt (film 1925)
Rembrandt è un cortometraggio del 1925 diretto da Bryan Foy e basato sulla vita del pittore olandese Rembrandt Harmenszoon Van Rijn.